# John Swann (Politiker)

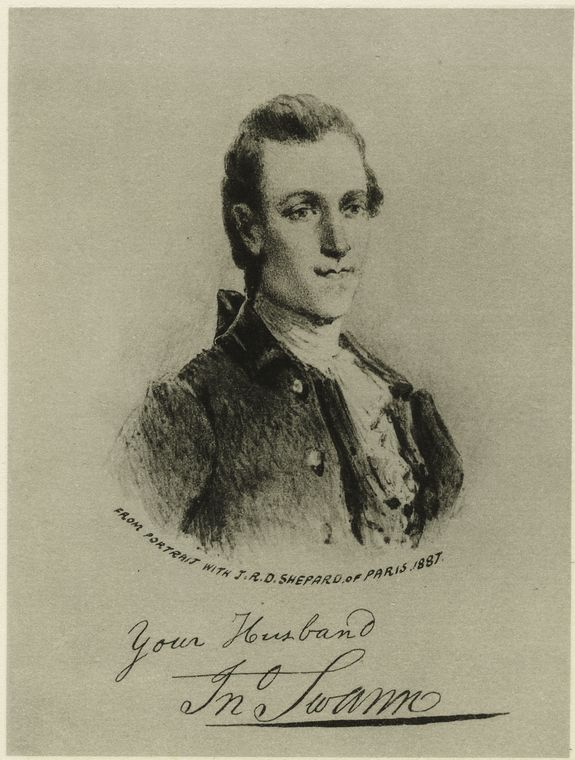
John Swann

John Swann (* 1760 in Pasquotank, Pasquotank County, Provinz North Carolina; † 1793 ebenda) war ein US-amerikanischer Politiker. Im Jahr 1788 war er Delegierter für North Carolina im Kontinentalkongress.

## Werdegang
John Swann wurde auf der familieneigenen Plantage The Elms geboren. Später übernahm er diese Plantage und bewirtschaftete sie. Nachdem er das College of William & Mary in Virginia absolviert hatte und auf seine Plantage zurückgekehrt war, heiratete er Penelope Johnston, die Tochter des späteren Gouverneurs Samuel Johnston. Im Jahr 1788 wurde er nach dem Rücktritt des Delegierten John Ashe zu dessen Nachfolger im Kontinentalkongress ernannt. Dieses Mandat übte er zwischen dem 22. März und dem 1. November 1788 aus. Swann setzte sich entschieden für die Ratifizierung der Verfassung der Vereinigten Staaten ein. Ansonsten bewirtschaftete er bis zu seinem überraschenden Tod im Jahr 1793 seine Plantage. In seinen letzten Lebensjahren genoss er bei seinen Zeitgenossen ein so hohes Ansehen, dass er als zukünftiger Gouverneur oder US-Senator im Gespräch war.